# Вечірчине
Вечі́рчине —  село в Україні, в Сергіївській сільській громаді Миргородського району Полтавської області. Населення становить 124 осіб.
Після ліквідації Гадяцького району у липні 2020 року увійшло до Миргородського району.

## Географія
Село Вечірчине розташоване за 1.5 км від села Осняги. По селу тече струмок, що пересихає із заґатою. 
Поруч пролягає автомобільний шлях Т 1705. За 2 км залізниця, станція Осняги. 

## Історія
1628 — дата заснування.
Село постраждало внаслідок геноциду українського народу, проведеного окупаційним урядом СССР 1923-1933 та 1946-1947 роках.
До 2016 року орган місцевого самоврядування — Сергіївська сільська рада.

## Населення

### Мова
Розподіл населення за рідною мовою за даними перепису 2001 року:
| Мова       | Кількість | Відсоток |
| ---------- | --------- | -------- |
| українська | 119       | 95.97%   |
| російська  | 5         | 4.03%    |
| Усього     | 124       | 100%     |